# Список тоннелей Исландии

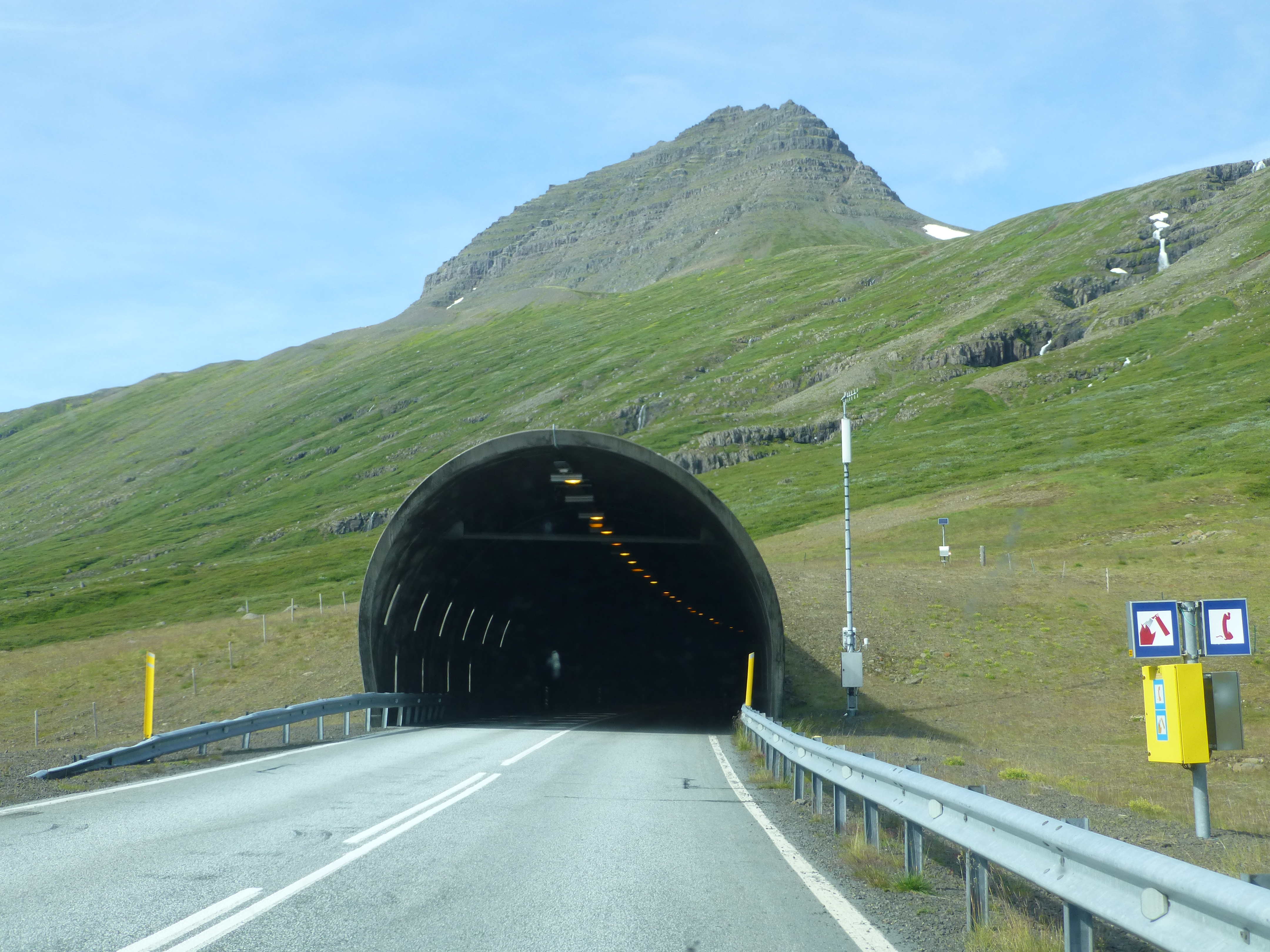

Список тоннелей Исландии включает в себя все действующие, строящиеся или уже выведенные из эксплуатации автомобильные тоннели на острове Исландия.

## История
История строительства тоннелей в мире насчитывает более 2000 лет, но строительство таких сооружений для улучшения движения транспорта в Исландии началось только в середине XX века. Первый исландский тоннель, сооруженный в 1945 году между, был длиной всего 30 м и соединял участки дорог между Исафьордюром и Судавиком. Следующим шагом стала постройка в 1967 году тоннеля Страукагёйнг длиной 800 м на полуострове Трёдласкаи на северо-западе Исландии. Третьим тоннелем стал построенный в 1978 году был Оддсскардсгёйнг длиной 640 м в Эйстфирдир. Затем в исландском тоннелестроительстве наступила длительная пауза до 1991 года, а в течение двух десятков лет было построено больше десятка тоннелей в разных местах страны.
Во многих частях Исландии тоннели (к примеру, Альманнаскардсгёйнг, Болюнгарвикюргёйнг, Нордфьярдаргёйнг, Вестфьярдаргёйнг и др.) строились для того, что бы можно было избавиться от сезонности использования многих основных дорог, труднопроходимых в зимнее время из-за наличия заснеженных горных перевалов и других препятствий. Некоторые из таких дорог могли быть иногда были закрыты на несколько недель или даже до 7-8 месяцев в году.
Также постройка туннелей (к примеру, Хвальфьярдаргёйнг, Мулагёйнг, Фаускрудсфьярдаргёйнг и др.) зачастую позволяет значительно сократить расстояния между теми близкорасположенными населенными пунктами, которые из-за особенностей рельефа (горы, фьорды) не имеют прямого сообщения.
Поскольку в обоих случаях зачастую существовали какие-либо альтернативные маршруты (длительное путешествие по суше, использования морского транспорта, воздушное сообщение и т. п.), то, с учетом высоких затрат на постройку и низкой плотности населения в Исландии, экономическая целесообразность строительства туннелей в Исландии очень невелика и гораздо меньше, чем в других странах с горным рельефом.
Исключение составил построенный в 1998 году Хвальфьярдаргёйнг — один из самых длинных подводных автомобильных тоннелей в мире, уходящий на 165 м ниже уровня моря. Это был единственный тоннель в Исландии, который финансировался, строился и эксплуатировался частой компанией, и единственным тоннелем, где взималась плата за проезд. Первоначально предполагалось, что потребуется 20 лет, чтобы компания окупила стоимость строительства туннеля, но трафик оказался значительно выше и тоннель окупил себя раньше. Это произошло потому, что Хвальфьярдаргёйнг уменьшил расстояние от Рейкьявика до Акранеса на 60 километров и сократил время проезда через фьорд с 1 часа до 7 минут.

## Тоннели
На начало 2021 года в Исландии имеется 12 действующих автодорожных тоннелей в системе национальных дорог, один тоннель вне системы дорог общего пользования, один закрытый в 2017 году тоннель и несколько тоннелей планируемых к постройке или открытию в ближайшее десятилетие.
Названия тоннелей транскрибированы согласно инструкции по русской передаче географических названий Исландии и правил практической транскрипции имен и названий.
| Название на русском                                  | Название на исландском                           | Длина          | Число полос | Дата открытия | Регион                          | Община                                     | Дорога                                                                                     | Изображение |
| ---------------------------------------------------- | ------------------------------------------------ | -------------- | ----------- | ------------- | ------------------------------- | ------------------------------------------ | ------------------------------------------------------------------------------------------ | ----------- |
| Аднарнессгёйнг                                       | Arnarnessgöng                                    | 30 м           | 2           | 1948          | Вестфирдир                      | Исафьярдарбайр                             | Дьюпвегюр 61                                                                               |             |
| Альманнаскардсгёйнг                                  | Almannaskarðsgöng                                | 1300 м         | 2           | 2005          | Эйстюрланд                      | Хорднафьордюр                              | Хрингвегюр 1                                                                               |             |
| Аульфтафьярдаргёйнг¹                                 | Álftafjarðargöng                                 | от 2,7 до 6 км | 2           | до 2034       | Вестфирдир                      | Судавикюрхреппюр                           | Дьюпвегюр 61                                                                               |             |
| Болунгарвикюргёйнг                                   | Bolungarvíkurgöng                                | 5400 м         | 2           | 2010          | Вестфирдир                      | Болунгарвикюркёйпстадюр и Исафьярдарбайр   | Дьюпвегюр 61                                                                               |             |
| Вадлахейдаргёйнг                                     | Vaðlaheiðargöng                                  | 7400 м         | 2           | 2018          | Нордюрланд-Эйстра               | Свальдбардсстрандархреппюр и Тингейярсвейт | Хрингвегюр 1                                                                               |             |
| Вестманнаэйягёйнг¹                                   | Vestmannaeyjagöng                                | около 18 км    | 2           | неизвестно    | Сюдюрланд                       | Вестманнаэйябайр, Раунгауртинг-Эйстра      | неизвестно, возможно Вестманнаэйявегюр 21                                                  |             |
| Вестфьярдаргёйнг                                     | Vestfjarðagöng                                   | 9160 мс        | 1a−2        | 1996          | Вестфирдир                      | Исафьярдарбайр                             | Вестфьярдарвегюр 60 Сугандафьярдарвегюр 65                                                 |             |
| Дирафьярдаргёйнг                                     | Dýrafjarðargöng                                  | 5600 м         | 2           | 2020          | Вестфирдир                      | Исафьярдарбайр                             | Вестфьярдарвегюр 60                                                                        |             |
| Мулагёйнг                                            | Múlagöng                                         | 3400 м         | 1a          | 1991          | Нордюрланд-Эйстра               | Фьядлабиггд                                | Оулавсфьярдарвегюр 82                                                                      |             |
| Нордфьярдаргёйнг                                     | Norðfjarðargöng                                  | 7908 м         | 2           | 2017          | Эйстюрланд                      | Фьярдабиггд                                | Нордфьярдарвегюр 92                                                                        |             |
| Оддсскардсгёйнг²                                     | Oddsskarðsgöng                                   | 640 м          | 1a          | 1977          | Эйстюрланд                      | Фьярдабиггд                                | Нордфьярдарвегюр 92                                                                        |             |
| Страукагёйнг                                         | Strákagöng                                       | 800 м          | 1a          | 1967          | Нордюрланд-Вестра               | Фьярдабиггд                                | Сиглюфьярдарвегюр 76                                                                       |             |
| Фаускрудсфьярдаргёйнг                                | Fáskrúðsfjarðargöng                              | 5900 м         | 2           | 2005          | Эйстюрланд                      | Фьярдабиггд                                | Хрингвегюр 1                                                                               |             |
| Фьярдархейдаргёйнг¹                                  | Fjarðarheiðargöng                                | около 13,5 км  | 2           | 2024          | Эйстюрланд                      | Мулатинг                                   | Сейдисфьярдарвегюр 93                                                                      |             |
| Хвальфьярдаргёйнг                                    | Hvalfjarðargöng                                  | 5770 м         | 2b          | 1998          | Хёвюдборгарсвайдид и Вестюрланд | Рейкьявикюрборг и Хвальфьярдарсвейт        | Хрингвегюр 1                                                                               |             |
| Хусавикюрхёвдагёйнг                                  | Húsavíkurhöfðagöng                               | 992 м          | 2           | 2017          | Нордюрланд-Эйстра               | Нордюртинг                                 | Баккавегюр 857. Соединяет порт с промзоной и не используется для общего дорожного движения |             |
| Хьединсфьярдаргёйнг-Нирдри Хьединсфьярдаргёйнг-Сидри | Héðinsfjarðargöng nyrðri Héðinsfjarðargöng syðri | 3900 м 7100 м  | 2           | 2010          | Нордюрланд-Эйстра               | Фьядлабиггд                                | Сиглюфьярдарвегюр 76                                                                       |             |

¹ Планируется.

² Закрыт в 2017 году.

a Однополосный туннель с расширениями для разъезда.

b В северном конце туннеля есть третья полоса для выезда в гору.

с Состоит из трех рукавов длиной 4150, 2907 и 2103 м.